# Matt Starr
Matt Starr es un baterista, cantante, compositor y productor discográfico nacido en Estados Unidos. Ingresó a la agrupación Mr. Big en 2014 en reemplazo del fallecido baterista Pat Torpey. En 2012, Starr se unió al guitarrista y miembro fundador de Kiss, Ace Frehley. Tocó la batería en el lanzamiento de Ace Frehley de 2014 Space Invader (eOne Records). También tocó en el siguiente lanzamiento de Frehley, Origins Vol 1, que presentó la canción gratuita "Fire and Water" con Paul Stanley en la voz principal. En 2013 Starr comenzó a tocar con Burning Rain, banda formada por el guitarrista de Whitesnake, Doug Aldrich, y el vocalista de Montrose, Keith St John. Starr también ha estado de gira con Joe Lynn Turner, Love/Hate, Kevin DuBrow, entre otros.